# Оксенбейн, Ульрих
Ульрих Оксенбейн (нем. Ulrich Ochsenbein; 24 ноября 1811 года, Унтерлангенег, кантон Берн, Швейцария — 3 ноября 1890 года, Порт, кантон Берн, Швейцария) — швейцарский политик, член Федерального совета (1848—1854).

## Биография
Ульрих Оксенбейн изучал право в Академии в Берне. После её окончания в 1835 году стал работать в юридической фирме.
Вместе с Якобом Штемпфли он возглавлял бернских радикалов, которые позже стали Радикально-демократической партией. Он был членом Большого совета (парламента) кантона Берн с 1845 по 1846 год, затем возглавлял Конституционный совет (Verfassungsrat) в 1846 году и являлся членом правительства (Regierungsrat) с 1846 по 1848 год. С 1847 по 1848 год представлял кантон Берн в парламенте и председательствовал в нём в 1847 году. Он сыграл важную роль в принятии швейцарской Конституции в 1848 году. В ноябре 1848 года был первым президентом Национального совета.
16 ноября 1848 года Оксенбейн был в числе первых семи членов избранных в Федеральный совет Швейцарии и пробыл на этой должности до декабря 1854 года, когда парламент проголосовал за его отставку. Он является одним из немногих членов Федерального совета, отстранённых от должности. Во время его пребывания в правительстве возникло противостояние между консерваторами и группой радикальной партии. Не желая принимать ничью позицию, он потерял доверие обеих сторон. В Федеральном совете Оксенбейн руководил военным департаментом. В 1854 году избран вице-президентом Швейцарии.
После отставки принял предложение Наполеона III присоединиться к французской армии. В январе 1855 года он был назначен бригадным генералом и принял командование Иностранным легионом. Затем вернулся в Нидо и стал помещиком. В 1871 году Оксенбейн ненадолго вернулся на военную службу и участвовал в Франко-прусской войне, за что был награждён орденом Почётного легиона.